# Lorenzo Montersoli
Lorenzo Montersoli (Firenze, 10 ottobre 1968) è un giornalista e conduttore televisivo italiano.

## Biografia
Nato nel 1968 a Firenze e residente a Roma, Lorenzo Montersoli è laureato in sociologia. Ha iniziato la propria carriera lavorando per una radio fiorentina, Tuttoradio e per una TV modenese, Telemodena e dal 1996 lavora per Mediaset. Nel corso della sua carriera ha lavorato per Radio Capital e per il Corriere della Sera e in seguito ha tenuto un ciclo di lezioni sulle professioni della comunicazione presso l'Università degli Studi di Perugia. Dal 2009 lavora al TG5 svolgendo la funzione di inviato e conduttore dell'edizione della notte. Dal 2016 al 2018 conduceva anche il TG5 Prima Pagina.

## Programmi televisivi
- TG5 Notte (Canale 5, dal 2009)
- TG5 Prima Pagina (Canale 5, 2016-2018)

## Riconoscimenti
- 2005: Sodalitas, giornalismo per il sociale – Radio e TV[2]